# Ladislav Knapec
Ladislav Knapec (18. září 1952 – 5. dubna 2001) byl slovenský fotbalista, obránce.

## Fotbalová kariéra
V československé lize hrál za ZVL Žilina. Nastoupil v 77 ligových utkáních a dal 1 ligový gól.

## Ligová bilance
| Ročník                                      | Zápasy | Góly | Klub       |
| ------------------------------------------- | ------ | ---- | ---------- |
| 1. československá fotbalová liga 1974/75    | 17     | 0    | ZVL Žilina |
| 1. československá fotbalová liga 1975/76    | 30     | 1    | ZVL Žilina |
| 1. československá fotbalová liga 1976/77    | 16     | 0    | ZVL Žilina |
| 1. československá fotbalová liga 1977/78    | 14     | 0    | ZVL Žilina |
| 1. slovenská národní fotbalová liga 1981/82 | 3      | 0    | ZVL Žilina |
| CELKEM 1. liga                              | 77     | 1    |            |